# Rijstterrassen van Banaue
De rijstterrassen van Banaue zijn omstreeks het begin van de jaartelling aangelegd in de bergen van de provincie Ifugao, in de buurt van het plaatsje Banaue, door voorouders van de lokale bewoners, de Ifugao.
De rijstterrassen kunnen beschouwd worden als ware kunstwerken, omdat ze geheel met de hand zijn aangelegd in een tijd dat er nog geen machines beschikbaar waren. De rijstterrassen bevinden zich op ongeveer 1700 meter boven zeeniveau en beslaan een oppervlakte van bijna 6400 km².
In 1995 werden de rijstterrassen door de UNESCO op de lijst van werelderfgoed geplaatst. In 2001 werden de rijstterrassen op de Lijst van bedreigd werelderfgoed geplaatst, maar door verbeteringen in hun conservatie werden zij in 2012 weer van deze lijst verwijderd.
Hudhud is een verhalende monodie, uitgevoerd door de Ifugao gemeenschap. Rijst neemt een belangrijke rol in, het lied wordt uitgevoerd tijdens zaaiactiviteiten, bij de oogst en tijdens begrafenissen en rituelen. Sinds 2005 staat Hudhud vermeld op de Lijst van Meesterwerken van het Orale en Immateriële Erfgoed van de Mensheid.